# Pokój Jakuba
Pokój Jakuba (ang. Jacob's Room) – powieść Virginii Woolf z 1922 roku.

## Fabuła
Bohaterem jest Jacob Flanders. Poznajemy go poprzez odczucia narratora i innych postaci na jego temat. Jacob jest zbiorem wspomnień i wrażeń, nie istnieje jako konkretny realny byt.
Przed I wojną światową, w czasie której młodo poległ, Jakub był dzieckiem, potem studiował w Cambridge, przeniósł się na długo do Londynu. Na końcu powieści podróżuje do Włoch i Grecji. Poznajemy go oczami kobiet w jego życiu, w tym zamkniętej w sobie Clary Durrant z zamożnej klasy średniej i swobodnej studentki malarstwa Florindy, z którą ma romans.
Fabuła jest szczątkowa, tło akcji słabo zarysowane. Jest to ważny tekst modernistyczny o eksperymentalnej formie, z czasów, gdy autorka zaczęła odchodzić od konwencjonalnej prozy. Występują motywy pustki i nieobecności, elegijny nastrój.